# ديبي لي
ديبي لي (بالإنجليزية: Debbie Lee)‏ هي لاعبة كرة قدم أسترالية أسترالية، ولدت في 1974.